# Puerto deportivo El Masnou

Contraseña de la provincia marítima de Barcelona a la que pertenece.

## Historia
Los primeros antecedentes de la historia del pueblo hay que buscarlos en los asentamientos ibéricos y romanos de la comarca de El Maresme. 
Los terrenos de El Masnou pertenecía a Sant Feliu d’Alella y a Sant Martí de Teià. Estos pueblos se encontraban estratégicamente situados, alejados del mar, para protegerse de los ataques piratas. Su población se dedicaba básicamente a la agricultura y a la pesca. 
Poco a poco aparecieron algunos habitantes que se ubicaron alrededor del Mas Nou-la nueva casa de payesía-. Una casa de payesía que se encontraba más cerca del mar. Esto fue creando un núcleo de población que hasta el año 1825 no se constituyó como municipio ni se formalizó su condición como algo más que un pequeño lugar de paso para los que cultivaban tierras.
El Masnou, por lo tanto, siempre ha sido un pueblo pescador y de mar. De tal forma que a lo largo de su historia se creó un pequeño puerto pesquero. Debido a la gran tradición marinera del puerto, la carretera N-II que pasa atravesando el pueblo está llena de antiguos palacios de capitanes y marineros. 
El año 1972 se inauguró el puerto deportivo bajo el beneplácito del franquismo. Desde que el puerto de El Masnou se construyó en la playa de la localidad, fue, durante muchos años, el puerto deportivo de Barcelona, ante lo saturado de las instalaciones de la capital. Esto motivó que se ubicaran aquí numerosas empresas náuticas y que se generase una intensa actividad, quedando la primitiva dársena construida hacia 1975, obsoleta tanto por la escasez de amarres como por el aumento de la envergadura de sus ocupantes. La moderna ampliación, que comenzó en 1992 y finalizó en 1995, terminó con el problema y aumentó el número de servicios y la comodidad de funcionamiento de la instalación.

## Relación ciudad-puerto y puerto-entorno natural
El Puerto Deportivo se encuentra en El Masnou, un municipio de alrededor de 21.000 habitantes situado a 15 kilómetros al norte de Barcelona. 
El Masnou es la puerta que da acceso a la comarca del Maresme. Con un clima mediterráneo, disfruta de una temperatura media anual de 18º y 2900 horas de sol. 
El Masnou tiene largas playas de arena cercadas por núcleos urbanos. Se trata de un pueblo estrecho y angosto bastante tinturado. En el norte, limita con Alella y Teià, la parte de levante roza con Premià de Mar y en la banda más occidental con Montgat. El mediterráneo llega por la zona sur. La riera de Alella atraviesa la localidad y desemboca donde comienza el Port Esportiu d'El Masnou. Por la parte oriental encontramos el club náutico y la playa de Ocata. Un edificio marrón, de ángulos rectos y situado a la derecha, permite distinguir con facilidad el puerto. El municipio, siguiendo la costa, se ensancha dejando la iglesia de Sant Pere. En el casco antiguo encontramos una muestra de a casas de campesinos y marineros, conjuntamente contrastadas con las de apariencia más señorial, grandes masías fortificadas

## Datos técnicos
Tiene una capacidad para 1081 puestos de atraque, para esloras que van desde 6 metros hasta los 22 metros, con una superficie abrigada de 12,4 hectáreas y un calado de 3 a 4 metros.
| SUPERFICIES                      |                                 |
| -------------------------------- | ------------------------------- |
| Agua abrigada                    | 12,4 Ha                         |
| Longitud de muelles              | 2519 ml                         |
| Longitud de pantalanes           | 1030 ml                         |
| Longitud de línea de atraque     | 3316 ml                         |
| Ancho de bocana                  | 60 ml                           |
| Profundidad en la bocana         | De 5 -7 m                       |
| Profundidad de las dársenas      | De 2,5 a 4,5 m                  |
| Varadero                         | 6.000 m²                        |
| Contradique                      | 550 ml                          |
| Profundidad del contradique      | 6 m                             |
| Dique de levante                 | 680 ml                          |
| Profundidad del dique de levante | 6 m                             |
| Dique sur                        | 180 ml                          |
| Profundidad del dique sur        | 7 m                             |
| Separación entre pantalanes      | Variable (v, esquema en planta) |

Distribución de atraques:
| Tipo | Eslora  | N.º de atraques |
| ---- | ------- | --------------- |
| 0    | > 20    | 24              |
| I    | 15 - 20 | 85              |
| II   | 12 - 15 | 151             |
| III  | 10 - 12 | 280             |
| IV   | 8 - 10  | 333             |
| V    | 6 - 8   | 208             |
| VI   | <6      | 0               |

## Localización
| NOMBRE                     | Puerto Deportivo El Masnou               |
| MUNICIPIO                  | El Masnou                                |
| PROVINCIA                  | Barcelona                                |
| PROVINCIA MARÍTIMA         | Barcelona                                |
| DIRECCIÓN                  | Paseo Marítimo s/n                       |
| COORDENADAS UTM:           | Latitud 41° 28'N                         |
|                            | Longitud 2º 18'E                         |
| DISTANCIAS SIGNIFICATIVAS: | [AEROPUERTO]: El Prat de Llobregat 36 km |
|                            | ESTACIÓN FFCC: Barcelona Sants 25 km     |

## Contacto y datos administrativos
| ORGANISMO PROPIETARIO | Puertos Deportivos de Cataluña                    |
| TIPO DE GESTIÓN       | Indirecta                                         |
| ORGANISMO GESTOR      | Promociones Portuarias S.A                        |
| TELÉFONO/FAX          |                                                   |
| PÁGINA WEB            | portmasnou@portmasnou.es www.portsgeneralitat.org |

## Accesibilidad
Para acceder al puerto por tierra se pueden utilizar varios transportes. 
Con el coche se puede llegar por la autopista C32, la salida número 86. El puerto se sitúa al lado de la carretera N-II.
Se puede acceder en tren directo desde el centro de Barcelona, mediante la Línea 1 de la red de cercanías de Barcelona (Aeropuerto/Hospitalet-Mataró/Massanet)
También se puede utilizar el autobús para llegar, las empresas BARCELONA BUS y Autobuses CASAS nos dan este servicio.
Los puertos más cercanos se encuentran a escasa millas: 
- - Puerto de Barcelona: 10,5 millas
  - Puerto Olímpico: 7,4 millas
  - Puerto del Fórum : 5,4 millas
  - Puerto de Badalona: 3,9 millas
  - Puerto de Premiá: 2,8 millas
  - Puerto de Mataró: 6,8 millas
  - Puerto de Arenys de Mar: 12,5 millas

- Datos: Q6092524
- Multimedia: Port Masnou / Q6092524